# Eupithecia sewardata
Eupithecia sewardata är en fjärilsart som beskrevs av Bolte 1977. Eupithecia sewardata ingår i släktet Eupithecia och familjen mätare. Inga underarter finns listade i Catalogue of Life.